# Terence P. Thornberry
Terence P. Thornberry ist ein US-amerikanischer Soziologe und Kriminologe. Er lehrt als Professor für Behavioral Science  an der University of Colorado Boulder.
Thornberry studierte Soziologie an der Fordham University (B.A., 1966), Kriminologie an der University of Pennsylvania (M.A., 1971) und Soziologie ebendort (Promotion zum Ph.D., 1971). Nach Lehrtätigkeiten an der University of Georgia und der University at Albany ist er seit 2004 Professor an der University of Colorado.
Thornberrys Forschungsschwerpunkt liegt in der Entwicklungskriminologie, zu der er seine Wechselwirkungstheorie beigetragen hat. Darin geht er davon aus, dass die Neigung eines Menschen zu Straftaten mit der Schwäche seiner Integration in die Gesellschaft zusammenhängt. Laut Thornberry verändern sich altersabhängig jedoch Einflüsse auf diese Bindungen.   